# مهرداد بایندر
مهرداد بایندر (زاده ۵ اردیبهشت ۱۳۷۰ در شیراز) کشتی‌گیر فرنگی‌کار ایرانی است. او در مسابقات جوانان قهرمانی آسیا در سال ۲۰۱۱ موفق به کسب مدال طلا شد و تجربه کسب عنوان قهرمانی در مسابقات جام قهرمان قهرمانان ترکیه را هم در کارنامه خود دارد. بایندر در حال حاضر عضو تیم ملی کشتی فرنگی ایران است.
بایندر در لیگ برتر کشتی ایران سابقه فعالیت دارد و عضو تیم آکادمی امید نوروزی بوده‌است.

## افتخارات
- مدال برنز مسابقات نوجوانان قهرمانی آسیا (ازبکستان ۲۰۰۸)
- مدال طلا مسابقات جوانان قهرمانی آسیا (اندونزی ۲۰۱۱)
- مدال برنز جام قهرمان قهرمانان ترکیه (ترکیه ۲۰۱۱)